# Jennifer Wilson
Jennifer Wilson (Harare, 27 de marzo de 1979) es una exjugadora y entrenadora sudafricana de hockey sobre césped.

## Trayectoria
Wilson representó a la selección de Sudáfrica en el Mundial de Perth 2002, en el Mundial de Madrid 2006 y en el Mundial de Rosario 2010. Tuvo su primera participación olímpica en Atenas 2004, donde finalizó como goleadora del torneo. También participó en los Juegos Olímpicos de Pekín 2008 y en los Juegos Olímpicos de Londres 2012.

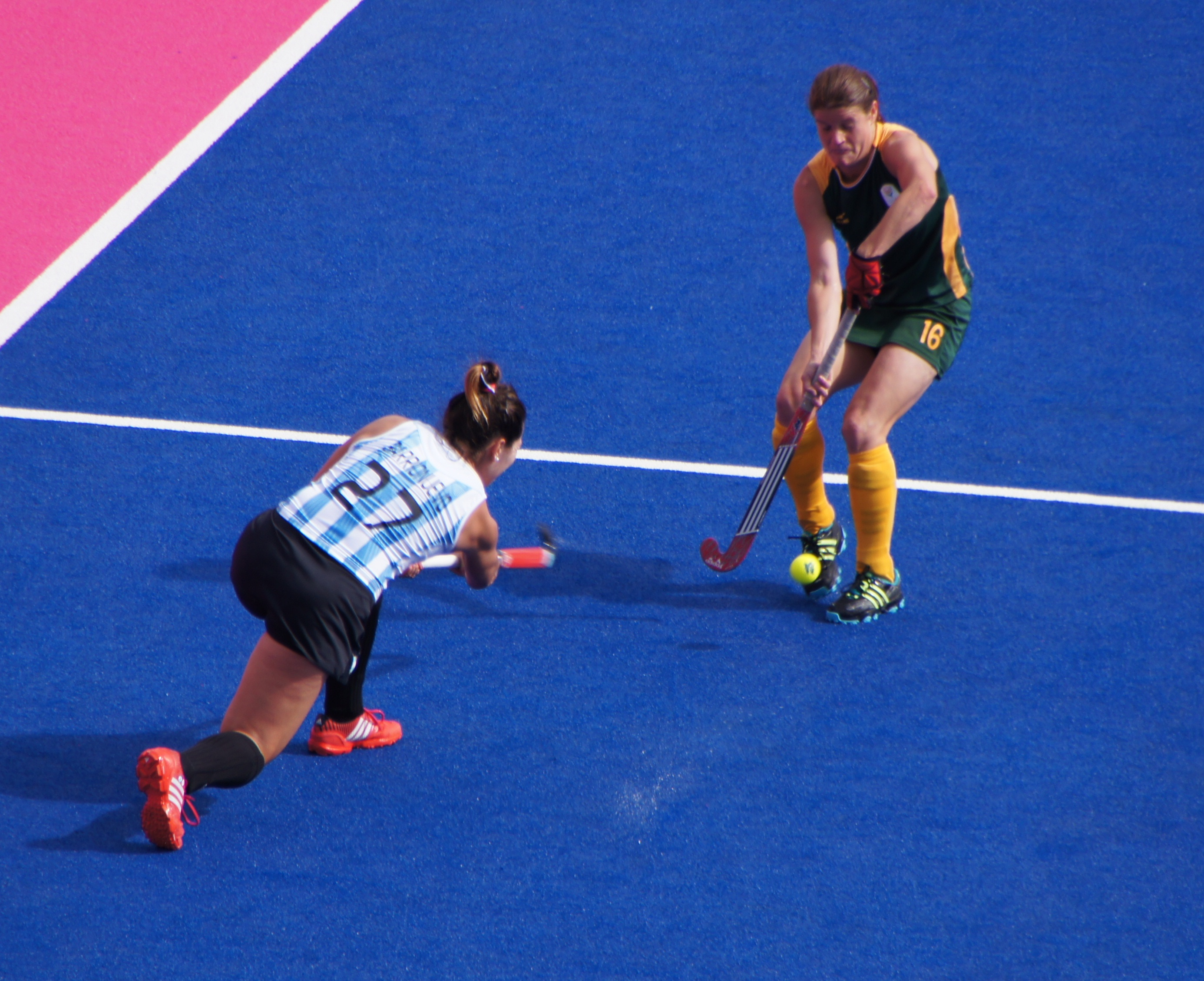
Wilson marcando a Noel Barrionuevo en un partido contra Argentina.